# Gmina Witonia
Die Gmina Witonia ist eine Landgemeinde im Powiat Łęczycki der Woiwodschaft Łódź in Polen. Sie hat 3200 Einwohner und ihr Sitz ist das Dorf Witonia mit etwa 1050 Einwohnern.

## Geographie

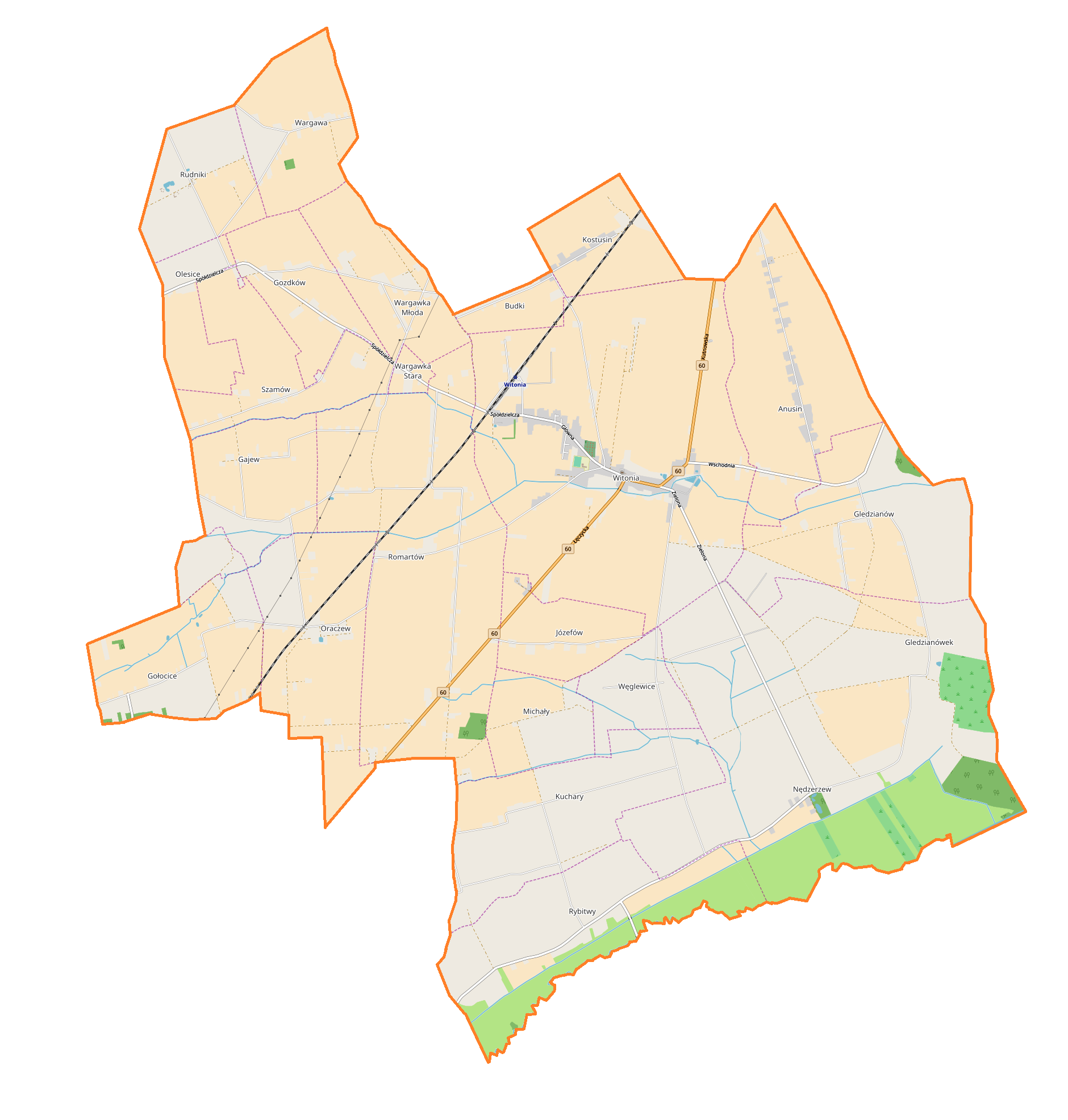
Karte der Gemeinde

Die Gemeinde liegt im Norden der Woiwodschaft. Die Kreisstadt Łęczyca (deutsch Lenczyca oder Lentschitza) liegt sechs Kilometer südwestlich, Łódź (Lodz) etwa 30 Kilometer südlich und Warschau 120 Kilometer östlich. Nachbargemeinden sind im Powiat Kutnowski Kutno im Norden und Krzyżanów im Osten sowie im Powiat Łęczycki Góra Świętej Małgorzaty im Süden, Łęczyca im Südwesten und Daszyna im Nordwesten. Die Gemeinde hat eine Fläche von 60,5 km², von der 90 Prozent land- und ein Prozent forstwirtschaftlich genutzt werden. Ihr Gebiet ist mit 53 Einwohnern/km² dünn besiedelt. Die Landschaft gehört zur großpolnischen Tiefebene. Die Bzura berührt das Gemeindegebiet, ihr Altwasser bildet die südliche Grenze der Landgemeinde.

## Geschichte
Während der deutschen Besetzung Polens im Zweiten Weltkrieg kam das Gemeindegebiet bis 1945 zum Landkreis Lentschütz im Reichsgau Wartheland. Für kurze Zeit wurden die Orte umbenannt. Witonia erhielt 1943 den offiziellen Namen Weitenland.
Die Landgemeinde Witonia wurde 1954 in Gromadas zerschlagen und zum 1. Januar 1973 im Powiat Łęczycki alten Zuschnitts in der ehemaligen Woiwodschaft Posen wieder gebildet. Im Januar 1975 kamen die Schulzenämter Budki, Szamów und Wargawa von der Landgemeinde Kutno hinzu. Von 1975 bis 1998 gehörte die Gemeinde zur Woiwodschaft Płock. Der Powiat war in dieser Zeit aufgelöst. Die Landgemeinde kam 1999 an den Powiat Łęczycki der Woiwodschaft Łódź im gegenwärtigen Gebietszuschnitt. Wójt ist seit 2006 der parteilose Mirosław Włodarczyk. Bei den Kommunalwahlen im April 2024 wurde er im ersten Wahlgang mit 57,73 Prozent der Stimmen im Amt bestätigt.

## Gliederung
Zur Landgemeinde (gmina wiejska) Witonia gehören die 15 folgenden Dörfer mit Schulzenamt (sołectwo), denen weitere Orte ohne Schulzenamt zugeordnet sind:
Anusin
Budki
Gajew
Gledzianów
Gledzianówek
Gołocice
Kuchary
Nędzerzew
Oraczew
Romartów
Rybitwy
Szamów
Wargawa
Węglewice
Witonia
Kleinere Dörfer der Gemeinde sind den Schulzenämtern zugeordnet, es gehören: Gozdków zu Szamów, Józefów zu Węglewice, Kostusin zu Budki, Michały zu Węglewice, Olesice zu Szamów, Rudniki zu Wargawa, Wargawka Młoda zu Szamów und Wargawka Stara zu Gajew. Die Siedlung Węglewice-Kolonia gehört zu Rybitwy. Wohnplätze mit amtlicher Ortskennung SIMC sind: Józinki, Krokorczyce, Przyłogi, Uwielinek und Uwielinek-Folwark.

## Verkehr

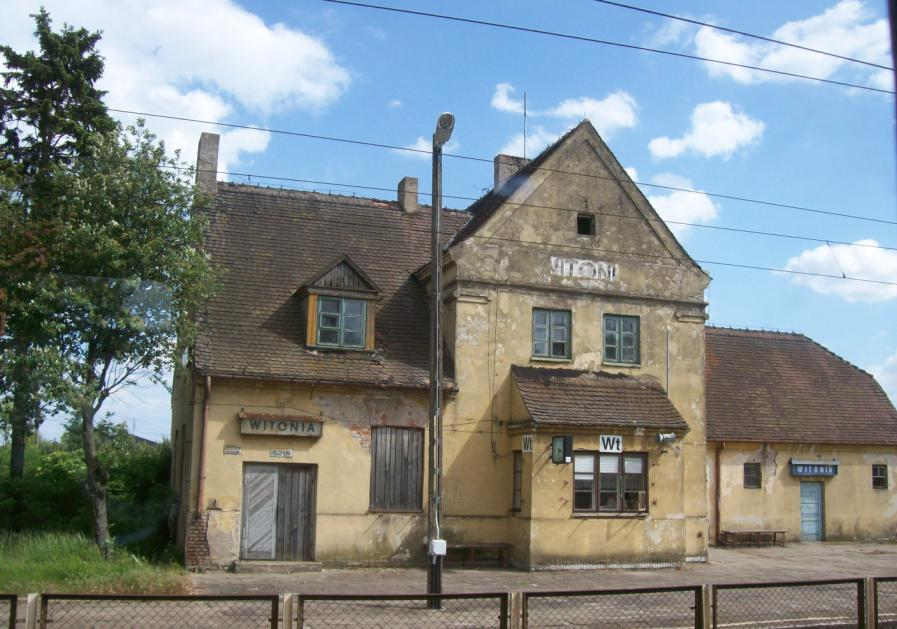
Bahnhof Witonia, 2011

Die Landesstraße DK60 führt von Łęczyca über Witonia nach Kutno und weiter nach Płock und Ostrów Mazowiecka. In Kutno wird die Autobahn A1 erreicht. In Witonia zweigen Powiatstraßen ab, unter anderem nach Daszyna.
Der Bahnhof Witonia (1943–1945 Weitenland) an der Bahnstrecke Łódź Widzew–Kutno (Widzew/Litzmannstadt Ost–Kutno) liegt im Gemeindegebiet.
Der nächste internationale Flughafen ist Łódź.